# Nuevo Vulcano
Los Talleres Nuevo Vulcano era un astillero de Barcelona (España). Fundado en 1826, estaba especializado en la construcción y reparación de barcos a vapor. Junto a compañías como El Vapor, La España Industrial y La Maquinista Terrestre y Marítima fueron las fábricas más emblemáticas del inicio de la industrialización en Barcelona.

## Historia
La fábrica pertenecía a la empresa naviera Compañía Catalana de Vapores (desde 1841 Sociedad de Navegación e Industria). Instalada inicialmente en el barrio de la Barceloneta, con posterioridad se trasladó al Muelle Nuevo del puerto de Barcelona. Aquí se construyó el primer barco de hierro con máquina de vapor de toda España, el Delfín (1836). Como fundición, elaboraron numerosos elementos de hierro fundido para la industria y la construcción, como los 300 pilares de la cubierta de la nave de Aymerich, Amat i Jover de Tarrasa, la verja perimetral del parque de la Ciudadela o las farolas de fundición instaladas en las calles de Barcelona.
En 1916 la fábrica pasó a ser propiedad de la Compañía Transmediterránea. En 1924 sufrió un grave incendio. Al año siguiente, se incorporó al grupo Unión Naval de Levante y, desde entonces, se dedicó solo a la reparación naval. En 1934 se reincorporó a la Compañía Transmediterránea, aunque, en 1962, volvió de nuevo a la Unión Naval de Levante. 

#### Unión Naval Barcelona y Marina Barcelona 92
En los años 1990 pasó a llamarse Unión Naval Barcelona y se instaló en los muelles de Cataluña, Occidental y Levante del puerto de Barcelona, donde explotaban el dique seco y el nuevo dique flotante. En 2010, el empresario valenciano Vicente Boluda liquidó Unión Naval Barcelona para centrar su actividad en Unión Naval de Levante, cerrando así el último gran astillero catalán. Esto supuso un beneficio para Marina Barcelona 92 (MB92) que, tras años dedicados al mantenimiento de embarcaciones de recreo, apostó por los superyates de gran eslora, llegando a posicionarse al frente de este mercado en todo el mundo. En 2016 se anunció la construcción de un ascensor de barcos de hasta 4000 toneladas, en unas instalaciones de 76 000 m² en tierra y 40 000 m² en el agua, pudiendo acoger barcos de más de 100 metros de eslora. En 2021 su CEO, Pepe García-Aubert, a su vez presidente del Barcelona Clúster Nàutic, anunció la extensión de la concesión del Puerto de Barcelona hasta 2050.